# Бойо (департамент)
Бойо (фр. Boyo) — один из 7 департаментов Северо-Западного региона Камеруна. Находится в центральной части региона, занимая площадь в 1592 км².
Административным центром департамента является город Фундонг (фр. Fundong). Граничит с департаментами: Менчум (на севере и западе), Донга-Мантунг (на севере и северо-востоке), Буи (на востоке), Нго-Кетунджиа (на юге) и Мезам (на юге июго-западе).

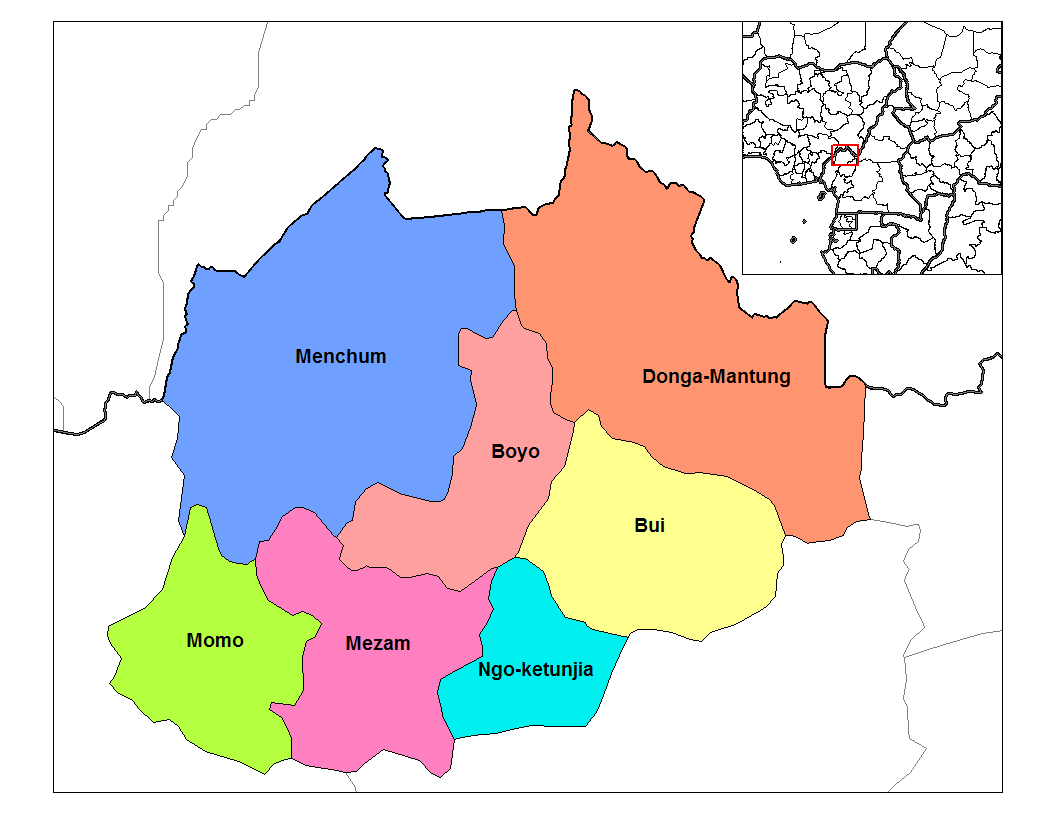
Департамент Бойо на карте Северо-Западного региона

## Административное деление
Департамент Бойо подразделяется на 4 коммуны:
1. Бело (фр. Belo)
2. Фонфука (фр. Fonfuka)
3. Фундонг (фр. Fundong)
4. Нжиником (фр. Njinikom)